# Шаранбаш-Князево
Шаранбаш-Князево (баш. Шаранбаш-Кенәз) — село в Шаранском районе Башкортостана, относится к Мичуринскому сельсовету.

## Название
Первая часть названия  возникло от наименования реки Шаран и слова «баш» — исток. Вторая часть названия села происходит от антропонима — имени башкира-кыр-еланца Киняз.

## История
Шаранбаш-Князево являлась одной из самых ранних деревень кыр-еланцев.  До конца XVIII в. она называлась Шаранбаш, затем в скобках указывали (Князево тож).
По V ревизии проживало 67 башкир (8 дворов) и 24 тептяря (3 двора), по  VII ревизии — 125 башкир и 40 припущенников, а по VIII ревизии — 246 башкир-вотчинников, 32 башкира-припущенника и 62 тептяря.
В период кантонного управления деревня  входила в 13-ю юрту 12-го башкирского кантона. В 1834 году из 246 башкир припущенниками были 22 человека.

## Население
| 2002 | 2009 | 2010 |
| ---- | ---- | ---- |
| 448  | ↗485 | ↘429 |

Национальный состав
Согласно переписи 2002 года, преобладающая национальность — башкиры (82 %).

## Географическое положение
Расстояние до:
- районного центра (Шаран): 22 км,
- центра сельсовета (Мичуринск): 4 км,
- ближайшей ж/д станции (Туймазы): 56 км.